# Lori-Lynn Leach
Lori-Lynn Leach (* 10. September 1968 in Lloydminster) ist eine ehemalige kanadische Triathletin.

## Werdegang
Lori-Lynn Leach wurde in Kanada geboren und verbrachte dann einige Jahre in den USA, wo ihr Vater in der NHL als Eishockey-Spieler aktiv war.
1990 kam sie nach Australien und startete dort bei Triathlon-Bewerben.
1998 konnte sich Lori-Lynn Leach für einen Olympiastartplatz qualifizieren, ging in Sydney dann aber nicht an den Start.

### Triathlon-Langdistanz seit 1998
Seit 1998 startete sie auch auf der Lang- oder Ironman-Distanz. Seit 2009 tritt sie nicht mehr international in Erscheinung.
Lori-Lynn Leach ist verheiratet und arbeitet als Triathlon-Coach.

## Sportliche Erfolge
| Datum/Jahr    | Rang | Wettbewerb              | Austragungsort   | Zeit     | Bemerkung                                                             |
| ------------- | ---- | ----------------------- | ---------------- | -------- | --------------------------------------------------------------------- |
| 23. Aug. 2009 | 7    | Xterra Alberta          | Canmore          | 02:15:26 | [ 2 ]                                                                 |
| 2008          | 3    | Desert Half Iron        |                  | 04:59:51 |                                                                       |
| 24. Aug. 2008 |      | Ironman Canada          | Penticton        | 10:35:51 |                                                                       |
| 26. Aug. 2007 |      | Ironman Canada          | Penticton        | 11:18:08 |                                                                       |
| 27. Aug. 2006 | 3    | Ironman Canada          | Penticton        | 10:09:23 |                                                                       |
| 2006          | 4    | Ironman 70.3 Cancún     | Cancún           | 04:41:18 |                                                                       |
| 24. Aug. 2003 | DNF  | Ironman Canada          | Penticton        | –        |                                                                       |
| 2003          | 3    | Ironman Wisconsin       | Madison          |          |                                                                       |
| 25. Aug. 2002 | 4    | Ironman Canada          | Penticton        | 09:44:26 | [ 3 ]                                                                 |
| 11. Mai 2002  | 2    | Volcano Triathlon       | Lanzarote        | 02:18:07 | Zweite hinter der Britin Jodie Swallow                                |
| 6. Okt. 2001  | DNF  | Ironman Hawaii          | Hawaii           | –        |                                                                       |
| 26. Mai 2001  | 4    | Ironman Lanzarote       | Playa del Carmen | 10:55:18 | [ 4 ]                                                                 |
| 2000          | 3    | Ironman Canada          | Penticton        |          |                                                                       |
| 23. Juli 2000 | 3    | Ironman Austria         | Klagenfurt       |          | [ 5 ]                                                                 |
| 23. Okt. 1999 | DNF  | Ironman Hawaii          | Hawaii           | –        |                                                                       |
| 1999          | 2    | Ironman Canada          | Penticton        |          | Zweite mit mehr als 35 Minuten Rückstand auf die Siegerin Lori Bowden |
| 8. Nov. 1998  | 23   | ITU Triathlon World Cup | Noosa            | 02:06:23 |                                                                       |
| 21. Sep. 1997 | 27   | ITU Triathlon World Cup | Hamilton         | 02:14:19 |                                                                       |
| 1997          | 14   | ITU Triathlon World Cup | Auckland         | 02:09:33 |                                                                       |

(DNF – Did Not Finish)